# Tutto per bene (novella)
Tutto per bene è una novella di Luigi Pirandello, scritta e pubblicata per la prima volta nel 1906. Nello stesso anno l'autore ne ricavò il dramma omonimo.
Fu poi inserita nella raccolta La vita nuda, secondo tomo delle Novelle per un anno.

## Trama
Martino Lori è un semplice, ma cordiale impiegato a Roma, presso il Ministero. Il superiore del Lori è Marco Verona, politico, ma anche fisico, allievo del padre di Silvia Ascensi, figlia appunto di un noto professore di fisica ormai morto, che era stato tradito dalla moglie. Ella è insegnante a Pisa, ma per vivere lontano dalla madre è arrivata a Roma, per chiedere al Verona una riassegnazione. Così avviene il primo incontro tra Martino Lori e Silvia Ascensi. Egli ne è subito attratto e i due finiscono per sposarsi, ma hanno personalità molto diverse e non si capiscono, motivo per il quale Silvia lo lascia. 
Dopo l'intervento del Verona, Silvia ritorna dal marito e da questo momento in poi il matrimonio non accusa più problemi e i due coniugi concepiscono anche una figlia, Gianetta, coccolata specialmente dal Verona che la riempe di attenzioni. Un giorno, infatti, egli porta la famiglia Lori a teatro, compresa Silvia, un po' debole di forze in quel periodo. Ella si ammala e muore, lasciando il Lori distrutto, ma soprattutto il Verona non si dà pace. Successivamente Gianetta viene data in sposa ad un nobile, appartenente dunque ad una classe sociale molto più alta di quella del Lori, il quale, lasciato solo, si rende dunque conto dell'amara verità: Gianetta è figlia di Marco Verona. Martino Lori si reca al cimitero e fa visita alla moglie defunta, dimostrando come egli sia un uomo 'tutto per bene', nonostante nel mondo delineato da Pirandello proprio queste persone siano calpestate dagli altri.

## Edizioni
- Luigi Pirandello, Novelle per un anno, Prefazione di Corrado Alvaro, Mondadori 1956-1987, 2 volumi. 0001690-7
- Luigi Pirandello, Novelle per un anno, a cura di Mario Costanzo, Prefazione di Giovanni Macchia, I Meridiani, 2 volumi, Arnoldo Mondadori, Milano 1987 EAN: 9788804211921
- Luigi Pirandello, Tutte le novelle, a cura di Lucio Lugnani, Classici Moderni BUR, Milano 2007, 3 volumi.
- Luigi Pirandello, Novelle per un anno, a cura di S. Campailla, Newton Compton, Grandi tascabili economici.I mammut, Roma 2011 Isbn 9788854136601
- Luigi Pirandello, Novelle per un anno, a cura di Pietro Gibellini, Giunti, Firenze 1994, voll. 3.